# گذر عطارد

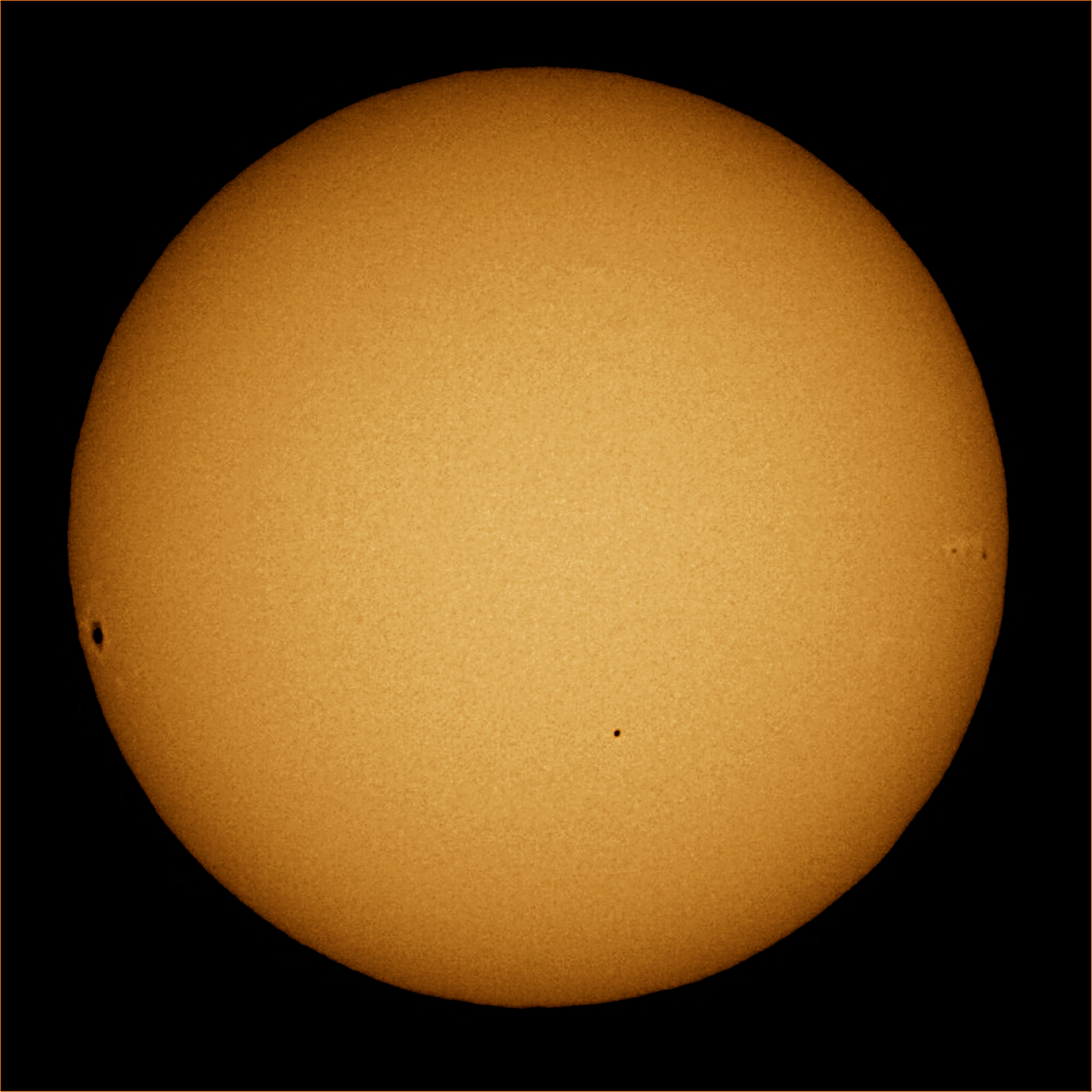
گذر عطارد

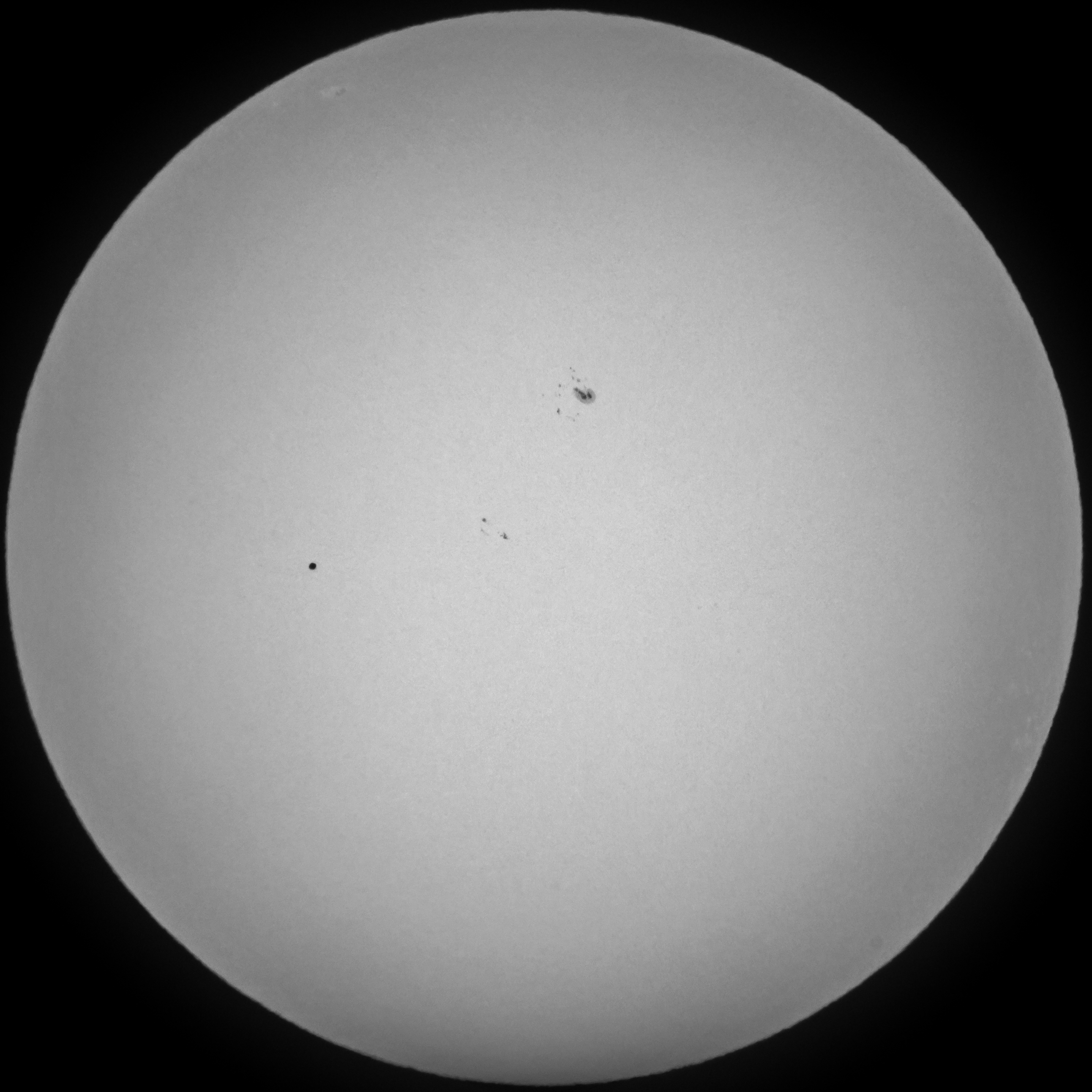
گذر ۲۰ اردیبهشت ۱۳۹۵، عطارد نقطه گرد و کوچک سمت چپ میانه قرص خورشیداست. لکه خورشیدی نیز در میانه و با ابعاد بزرگتر در بالاتر از میانه خورشید دیده می‌شود. (قابل بزرگنمایی و وضوح بیشتر)

گذر عطارد یا گذر تیر به پدیده عبور سیاره عطارد از مقابل قرص خورشید (از دید زمین) گفته می‌شود.
سیاره عطارد (سیاره تیر) نیز مانند سیاره زهره از سیارات داخلی مدار زمین است و بین زمین و خورشید قرار گرفته و از دید ناظر زمینی موجب گذر آن از برابر قرص خورشید می‌گردد. عبور عطارد فقط در اردیبهشت ماه (ماه مه) یا آبان ماه (ماه نوامبر) روی می‌دهد؛ و علت ندرت این عبورها (که در هر قرن تا ۱۳ بار روی می‌دهند) به این علت است که زاویه میل مدار آن با مدار زمین (۷ درجه) سبب می‌شود که سیاره معمولاً یا از شمال یا از جنوب خورشید بگذرد.
قطر زاویه‌ای عطارد ۲۰ ثانیه قوسی و خورشید حدود ۳۰ دقیقه (نیم درجه) قوسی است. در گذر، عطارد به اندازه یک لکه گرد و سیاه بر قرص خورشید نمایان می‌شود در حالیکه قرص ۱۵۰ برابر بزرگتر از عطارد در زاویه دید قرار دارد. اولین گذر عطارد ثبت شده مربوط به سال ۱۶۳۱ میلادی است. در گذرهایی که در اردیبهشت رخ می‌دهد، به دلیل نزدیکتر بودن عطارد به زمین نسبت به گذرهای آبان ماه، اندازه ظاهری عطارد نسبتاً بزرگتر است.
از زمان‌سنجی و ثبت دقیق گذر برای تعیین دقیقتر مدار عطارد و فاصله این سیاره از زمین و همچنین برای محاسبه دوره تناوب حرکت وضعی زمین استفاده می‌شود. تعیین اندازه لکه یا زبانه‌ها از دیگر مواردی است که از داد ه‌های رصدی قابل محاسبه است. تهیه و ارسال گزارش دقیق نیز اهمیت ویژ ه‌ای دارد.
در دوران معاصر گذرهای عطارد با چند روز فاصله از ۱۸ اردیبهشت و ۱۹ آبان رخ می‌دهند. گذرهای آبان (نوامبر) در فواصل ۷، ۱۳ و ۳۳ سال و گذرهای اردیبهشت (ماه مه) در فواصل ۱۳ و ۳۳ سال رخ می‌دهند.
زمان تماس‌ها برحسب مختصات زمین‌مرکزی محاسبه شده، فقط برای ناظر ساکن در مرکز زمین دقیق است. زمان تماس‌ها برای نقاط مختلف زمین می‌تواند تا ۲ دقیقه با این زمان‌ها متفاوت است. دلیل این موضوع اختلاف منظر است زیرا قرص عطارد با قطر ۱۰ ثانیه کمانی می‌تواند تا ۱۳ ثانیه کمانی از محل مختصات دقیق زمین‌مرکزی‌اش جابجا شود.

## وسیله رصد
مشاهده گذر عطارد تنها با استفاده از وسایل اپتیکی (دوربین دوچشمی مناسب یا تلسکوپ) مجهز به فیلتر ایمن مخصوص صورت می‌گیرد.
به هیچ وجه نباید با چشم غیرمسلح به خورشید نگاه کرد، چون شدت نور خورشید و همچنین پرتوی فرابنفش آن آسیب جدی به چشم انسان وارد می‌کند. همچنین استفاده از وسایل اپتیکی تنها باید با فیلتر مخصوص صورت بگیرد در غیر این صورت موجب کوری فوری و کلی می‌شود.
به هیچ عنوان نباید از عینک‌های آفتابی معمولی برای رصد خورشید استفاده کرد.

## گذرها
گذرهای تاریخی عطارد:
- ۱۰۱۰ خورشیدی (۷ نوامبر ۱۶۳۱ میلادی) اولین گذر ثبت شده توسط پی‌یر گاسندی ستاره‌شناس فرانسوی
- ۱۷ اردیبهشت ۱۳۸۲ (۷ مه ۲۰۰۳ میلادی)؛ از ایران هم قابل رویت بود
- ۲۰ اردیبهشت ۱۳۹۵ (۹ مه ۲۰۱۶ میلادی)؛ قابل رویت از ایران
- ۲۰ آبان ۱۳۹۸ (۱۱ نوامبر ۲۰۱۹ میلادی)؛ در مناطق غربی و جنوب غربی ایران نیز مشاهده شد
- ۲۲ آبان ۱۴۱۱ (۱۳ نوامبر ۲۰۳۲ میلادی)؛
- ۱۴۱۸ (۷ نوامبر ۲۰۳۹ میلادی)
- ۱۴۲۸ (۷ مه ۲۰۴۹ میلادی)
- (۸ نوامبر ۲۰۵۲ میلادی)
- (۱۰ مه ۲۰۶۲ میلادی)
- (۱۱ نوامبر ۲۰۶۵ میلادی)

## گذر ۲۰ اردیبهشت ۱۳۹۵
گذر سیاره عطارد دوشنبه ۲۰ اردیبهشت ۱۳۹۵ (۹ مه ۲۰۱۶) که از ساعت ۱۵:۴۱ تا ۲۳:۱۰ به وقت تهران رخ داد. در این پدیده گذر سایه عطارد از برابر قرص خورشید به کمک وسایل اپتیکی مجهز به فیلتر مخصوص تضعیف شدت نور و ضد اشعه مضر خورشید در ساعات روز قابل رویت بود. این گذر در بیشتر نقاط دنیا به صورت کامل یا نیمه دیده شد و فقط از استرالیا و جنوب شرقی‌ترین نقاط آسیا قابل مشاهده نبود.
در ایران از آغاز تا نیمی از گذر (هنگام غروب) قابل مشاهده بود.

## گذر ۲۰ آبان ۱۳۹۸

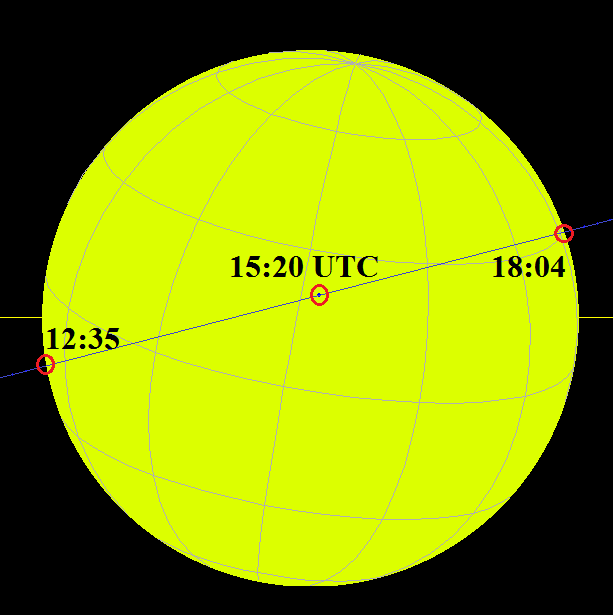
نقشه گذر عطارد از زمینه خورشید در ۲۰ آبان ۹۸ (نقاط: آغاز- اوج- پایان)

گذر اخیر دوشنبه ۲۰ آبان ۱۳۹۸ (۱۱ نوامبر ۲۰۱۹) رخ داد. گذر از ساعت ۱۶:۰۵ الی ۲۱:۳۴ بوقت ایران رخ داد.
تماس اول: ساعت ۱۶:۰۵ به وقت ایران (۱۲:۳۵ به وقت جهانی)
تماس دوم: ساعت ۱۶:۰۷ به وقت ایران (۱۲:۳۷ به وقت جهانی)
نیمه گذر: ساعت ۱۸:۵۰ به وقت ایران (۱۵:۲۰ به وقت جهانی)
تماس سوم: ساعت ۲۱:۳۳ به وقت ایران (۱۸:۰۳ به وقت جهانی)
تماس آخر: ساعت ۲۱:۳۴ به وقت ایران (۱۸:۰۴ به وقت جهانی)
در ایران پس از آغاز گذر تنها تا غروب خورشید فرصت مشاهده آن وجود داشت و در مناطق غربی مدت بیشتری برای رصد وجود داشت. گذر از اغلب مناطق زمین شامل آمریکای شمالی و جنوبی، اقیانوس اطلس و آرام، اروپا، آفریقا، نیوزلند و غرب آسیا قابل مشاهده بود. اما از آسیای میانه و شرقی، ژاپن، استرالیا و اندونزی مشاهده نشد.